# Conquesta de Mallorca
|  | Per a altres significats, vegeu «Conquesta de Mallorca (desambiguació)». |

La conquesta de Mallorca o croada contra Al-Mayūrqa fou una croada comandada per Jaume I d'Aragó que va tenir com a conseqüència la destrucció del poder almohade a l'illa de Mallorca, l'esclavització de la població andalusina autòctona, el repoblament de l'illa amb població catalana sota un règim feudal i la creació del Regne de les Mallorques.
Les principals cròniques de l'època que narren els fets són el Llibre dels fets i la crònica de Pere Marsili, del bàndol cristià, i el Kitāb Tā’rīẖ Mayūrqa, del bàndol musulmà.

## La situació d'Al-Mayūrqa

### Mayūrqa en l'Imperi Almohade
El 1203 les tropes almohades es llençaren a la conquesta de Mayūrqa governada per Abd-Al·lah ibn Ishaq ibn Ghàniya per tal de debilitar la resistència almoràvit a Ifriqīyya. A partir d'aleshores les Balears restaren incorporades al Califat almohade i foren governades per diferents valís nomenats des de la capital dels almohades, Marràqueix, el primer dels quals fou Abd-Al·lah ibn Ta-Al·lah al-Kumí.

### La guerra civil almohade i la semi-independència de Mayūrqa
Però la derrota almohade a la batalla de Las Navas de Tolosa l'any 1212 a mans dels regnes cristians provocà la debilitat interna del califat i la posada en qüestió del règim integrista almohade. Se succeïren vuit califes, l'aparició de noves dinasties al Magrib, i finalment l'aparició de les terceres taifes. En aquest context de debilitat política, el valí de l'illa, Abu-Yahya Muhàmmad ibn Alí ibn Abī-Imran at-Tinmalalí, actuà de manera semi-independent respecte del califa almohade Abu-l-Ulà Idrís al-Mamun ibn al-Manṣur.

## La situació de la Corona d'Aragó

### La mort del rei Pere I "el Catòlic" a la Batalla de Muret

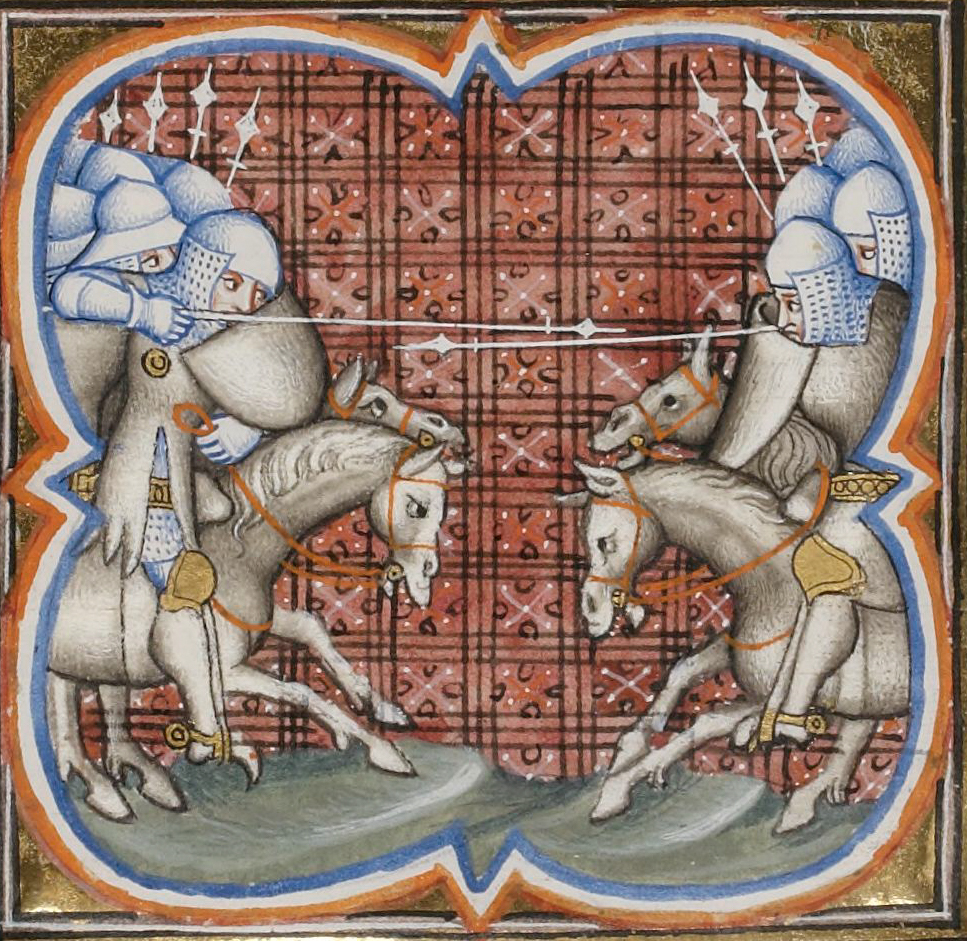
La batalla de Muret

Després de la victòria cristiana sobre els almohades a la batalla de Las Navas de Tolosa, el rei Pere I de Catalunya i Aragó (II d'Aragó) s'implicà en la Croada albigesa. El rei Pere era vassall de la Santa Seu per la seva coronació a Roma l'any 1204 i la seva ortodòxia catòlica indubtable. Per aquesta raó, Ramon VI de Tolosa, els cònsols de Tolosa, el comte de Foix i el de Comenge s'hi adreçaren buscant un aliat poderós i inqüestionable. Malgrat que el rei Pere I mai no va ser favorable envers l'heretgia càtara, perquè ja des del 1198 havia pres mesures contra l'heretgia als seus dominis, va intervenir-hi per defensar els seus vassalls occitans amenaçats per Simó de Montfort i consolidar l'hegemonia de la Corona d'Aragó a Occitània.
El primer intent per trobar una sortida pacífica al conflicte va ser el pacte per casar la filla de Simó de Montfort, Amícia, amb el fill primogènit de Pere I d'Aragó, Jaume (futur Jaume I d'Aragó). A tal fi, el rei Pere entregà l'infant Jaume, que aleshores tan sols tenia 3 anys, a Simó de Montfort. Però un cop aquest va tenir el nadó sota el seu poder, continuà atacant els vassalls del rei d'Aragó i finalment s'imposà la via militar com a única sortida al conflicte. El 12 de setembre de 1213 es lliurà la batalla de Muret en la qual morí el rei Pere I de Catalunya i Aragó.
La Corona d'Aragó s'havia quedat sense rei, sense successor i en una situació financera crítica a causa de la guerra.

### Regència de Sanç d'Aragó durant la minoria d'edat de Jaume I
El Papa Innocenci III nomenà un consell de regència. Posteriorment Sanç d'Aragó fou nomenat Procurador. Durant aquest temps el seu poder es va posar molt en dubte i van ser moltes les disputes per l'hegemonia amb Ferran d'Aragó, germà del rei difunt Pere I. De fet, l'infant Jaume va haver d'agafar el poder d'una manera immediata, amb nou anys, quan els nobles catalans, comandats per Sanç, i els nobles aragonesos, comandats per Ferran, anaven a encetar una probable guerra civil.

### Primera revolta de la noblesa contra Jaume I
La primera revolta de la noblesa contra Jaume I d'Aragó es produí l'any 1220, quan aquest tenia tan sols 12 anys, i fou encapçalada per Rodrigo de Liçana i Pero Ferrández d'Açagra. Jaume I, assessorat pel Consell Reial, assetjà i sotmeté els castells d'Albero i Liçana, però no reeixí a conquerir el castell d'Albarrasí.

### Segona revolta de la noblesa contra Jaume I
El 1223, arran de la guerra entre Nunó Sanç d'Aragó i Guillem de Montcada, el rei Jaume I d'Aragó va haver de prendre partit pel seu familiar en detriment del seu antic defensor. Novament la noblesa no feu costat al rei i es construí una poderosa aliança de la noblesa en contra del rei, formada per Guillem de Montcada, l'infant Ferran d'Aragó, Ramon de Montcada, Guillem Ramon de Montcada, Guillem Ramon Dapifer, Ramon de Cervera, Jaume de Cervera, els Cervelló, Guillem de Claramunt, Ramon Alemany de Cervelló, Guillem de Tarragona i Guerau d'Aguiló. Nunó Sanç d'Aragó fou forçat a unir-se a la coalició contra Jaume I i aquest fou empresonat a Alagó. El 1224 va haver de pagar un rescat de 20.000 morabatins per la seva llibertat.

## La Croada
En 1226, dues sageties amb patent de cors manades per Guillem d'Òdena van atacar dues embarcacions mallorquines, de les quals van capturar-ne una, mentre l'altra galera va fugir. Com a represàlia els musulmans van capturar dues embarcacions catalanes, i l'ambaixada Jaume I va fracassar, decidint al rei la conquesta de Mallorca.

### El sopar de Tarragona amb la noblesa militar i el còmit de galeres Pere Martell

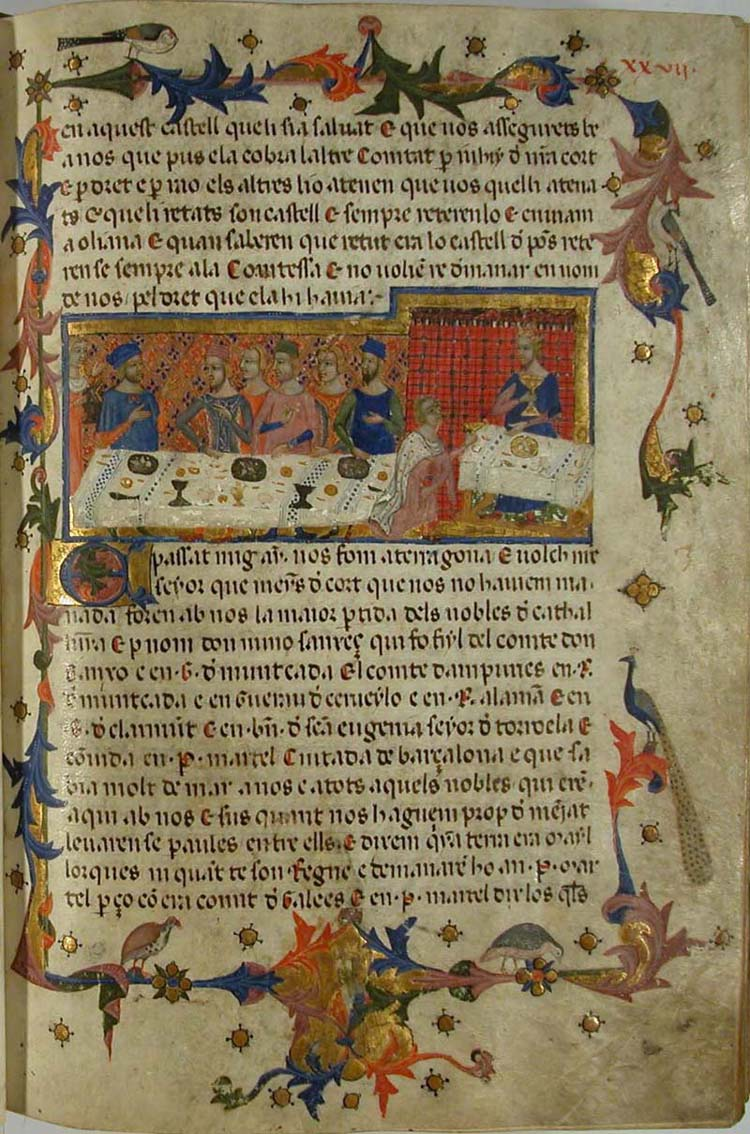
«Sopar de Tarragona»
il·lustrat al Llibre dels Feyts
(còdex de Poblet)

Durant la segona quinzena de novembre del 1228, un grup de prohoms catalans presidits per Jaume I d'Aragó es reuneixen a Tarragona durant un sopar ofert pel ciutadà de Barcelona i còmit de galeres Pere Martell. Al sopar hi assistiren el mateix rei Jaume I d'Aragó, el ciutadà Pere Martell i els nobles Nunó Sanç, Guillem II de Montcada, Hug IV d'Empúries, Guerau VI de Cervelló, Ramon Alemany Cervelló de Querol, Guillem de Claramunt i Bernat de Santa Eugènia de Berga.
Durant el sopar Jaume I d'Aragó demanà a Pere Martell que li expliqués com era Mallorca, i aquest li descrigué l'illa, ja que hi havia estat un parell de vegades. Finalitzat el sopar, els nobles exposaren al rei la voluntat d'una campanya militar sobre Mallorca i la possibilitat d'establir un «regne dins la mar».
| \| « \| E quant aguem menjat uengren denant nos e dixeren: Senyor, nos hauem demanat an ·P· Martel de ço que creem que a uos plaura, duna yla que ha nom Maylorques, e en aquela yla ha Rey, e deius aquel Regne ha altres iles, Manorques, e Iuiça, e aquestes son subiugades al Rey de Maylorques, e eço que Deus uol no pot negu desuiar ni tolre, e plaeruos ha, e tindrem per bo que uos aquela yla conquirats per dues raons: la primera que uos ne ualtres mes e nos, laltra que sera cosa maraueylosa a les gents que oyran aquests conquesta que prengats terra e Regne dins en la mar on Deus lo uolch formar. E nos escoltam les lurs paraules e plaguerennos molt. \| » \| | |   |
| —Jaume el Conqueridor, Llibre dels Feyts cap XLVII] | |   |
| « | E quant aguem menjat uengren denant nos e dixeren: Senyor, nos hauem demanat an ·P· Martel de ço que creem que a uos plaura, duna yla que ha nom Maylorques, e en aquela yla ha Rey, e deius aquel Regne ha altres iles, Manorques, e Iuiça, e aquestes son subiugades al Rey de Maylorques, e eço que Deus uol no pot negu desuiar ni tolre, e plaeruos ha, e tindrem per bo que uos aquela yla conquirats per dues raons: la primera que uos ne ualtres mes e nos, laltra que sera cosa maraueylosa a les gents que oyran aquests conquesta que prengats terra e Regne dins en la mar on Deus lo uolch formar. E nos escoltam les lurs paraules e plaguerennos molt. | » |

### Les Corts de Barcelona de 1228

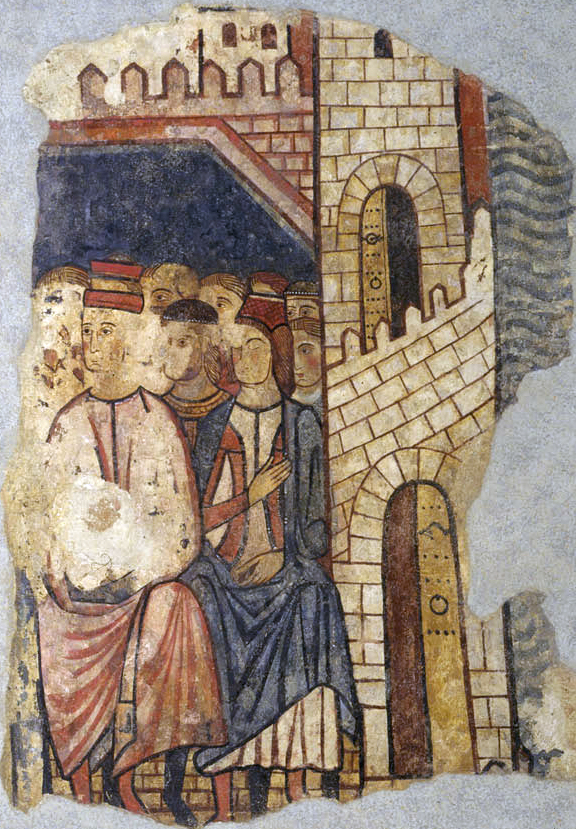
Les Corts Generals
de Barcelona de 1228

Les Corts de Barcelona, el 23 de desembre de 1228, aproven la conquesta de Mallorca després de tres dies de deliberacions on els tres braços acorden el projecte de l'expedició. Per això es comprometen a aportar homes, armes, embarcacions, cavalls, diners i altres ajudes. A més s'establí una constitució de Pau i Treva i la cessió de l'impost del bovatge per la realització de la conquesta
Un cop finalitzades les corts es pactaren les condicions del projecte:
- L'objectiu era l'annexió de totes les illes.
- Les terres i riqueses obtingudes es repartirien entre els magnats segons la seva aportació a l'expedició en cavalls i homes armats.
- Les porcions de terra se cedirien, segons els costums de Barcelona, sota la sobirania del rei. Els que obtinguessin una porció podrien disposar-la segons el seu arbitri.
- En principi el projecte era obert a tots els súbdits de la Corona d'Aragó però posteriorment es modificà per fer-lo obert a la Cristiandat.

## Les tropes cristianes de la Croada
La negativa de les Corts del Regne d'Aragó a finançar la croada limità la participació de la noblesa aragonesa a les tropes de la Casa del Rei d'Aragó. Els Magnats catalans aportaren les seves pròpies tropes i el global estimat de la Host Reial de Jaume I d'Aragó és el següent
- Host de la Casa d'Aragó 150/200 cavallers
- Host de Nunó Sanç I de Roselló i Cerdanya, 100 cavallers
- Host d'En Guillem II de Bearn i Montcada 100 cavallers
  - Ramon Alemany Cervelló de Querol 30 cavallers
  - Hug V de Mataplana, 50 cavallers
- Host del bisbe de Barcelona, 100 cavallers
- Host de n'Hug IV d'Empúries 70 cavallers
- Host del bisbe de Girona, Guillem de Montgrí 100 cavallers (De Torroella de Montgrí que va rebre Terres a Eivïssa i va renunciar per ser Bisbe. Actualment encara se celebra a Eivïssa la festa i diada de Guillem de Montgrí)
- Host de l'abat de Sant Feliu de Guíxols, en Bernat Descoll
- Host del prebost de l'arquebisbat de Tarragona, n'Aspàreg de la Barca, 100 cavallers 1.000 llancers
- Host de l'orde del Temple de Salomó
- Host de l'orde de Sant Joan de l'Hospital de Jerusalem
- Guillem I de Cervelló, 100 cavallers
- Ferrer de Santmartí, 100 cavallers
- Ramon de Montcada, 25/50 cavallers
- Ramon Berenguer d'Àger, 50 cavallers
- Galceran IV de Pinós 50 cavallers
- Bernat de Santa Eugènia de Berga, 30 cavallers
- Arnau de Sureda (de l'Alt Empordà, que va rebre Terres a Manacor pels seus serveis)

- Una primera estimació portaria a la xifra de 1.500 cavallers i 15.000 peons.

## Campanya militar

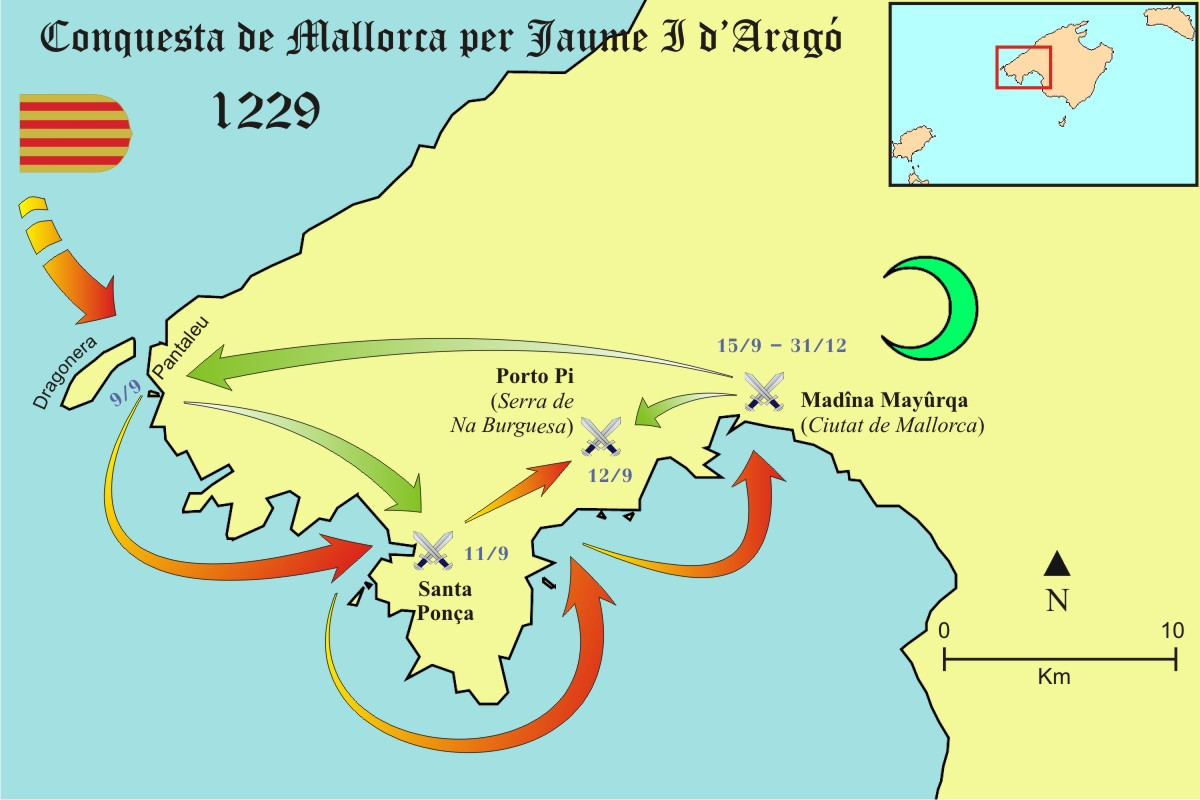
Conquesta de Mallorca per Jaume I

L'any següent, el 5 de setembre l'estol català surt de Salou, Cambrils i Tarragona. Durant el trajecte sofriren els efectes d'un temporal que els desvià, i arribaren a la Palomera i la Dragonera el 7 de setembre. D'allí es reagruparen i es dirigiren cap a Santa Ponça, on es combat el 10 de setembre, i dos dies més tard es venç els moros, el 12 de setembre, a la batalla de Portopí. D'allà es dirigiren cap a Bendinat i, pel camí dels Reis, arribaren al Pla del la Ciutat, on establiren el campament al lloc on, anys més tard, es fundaria el Monestir de la Real. El 15 de setembre començà el setge, i el 31 de desembre es conquereix Madina Mayurqa a Abu-l-Ulà Idrís al-Mamun ibn al-Mansur, que mor en el saqueig.

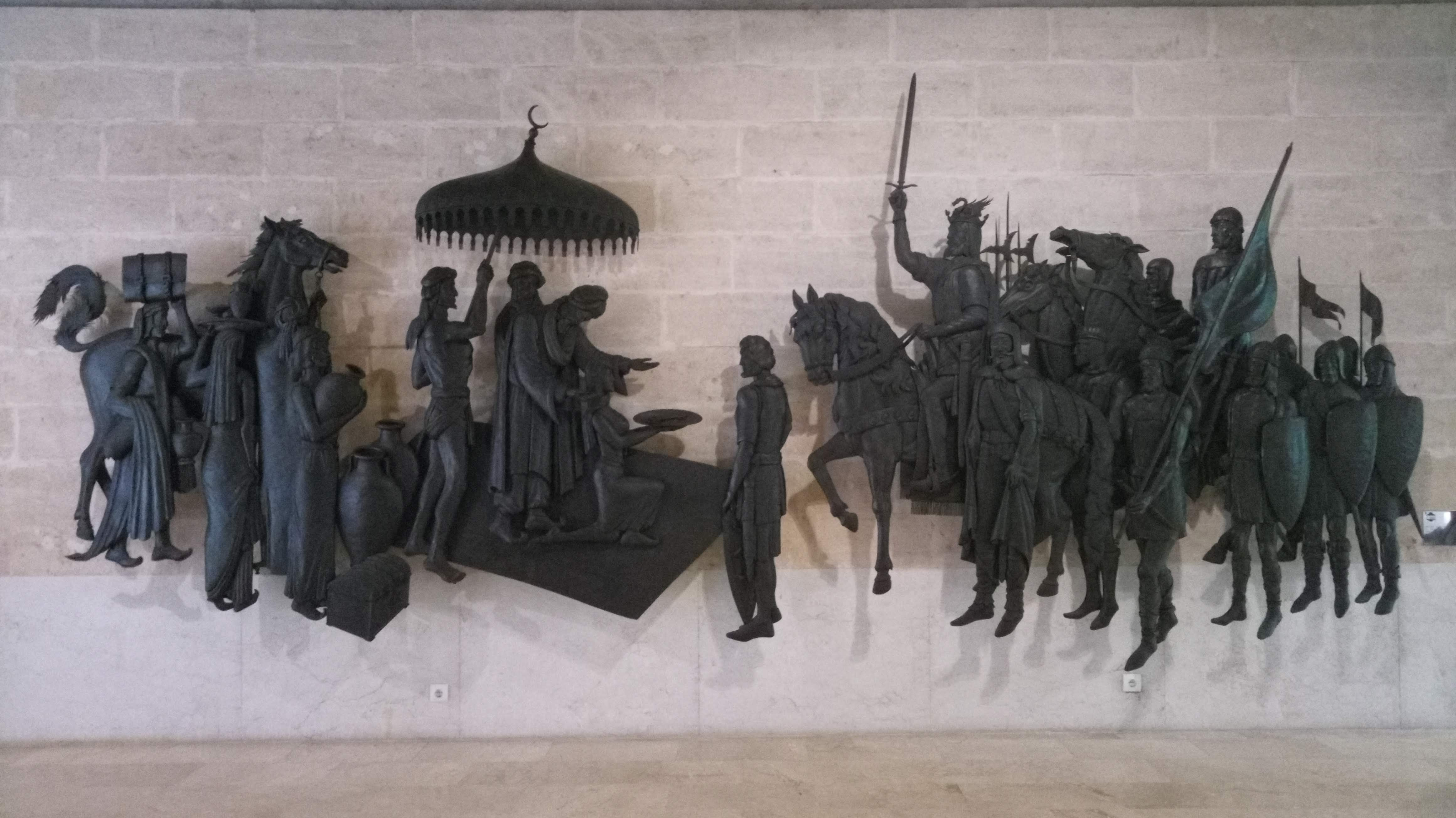
Mural que representa el lliurament de les claus de la ciutat per part d'Abu-Yahya al Rei en Jaume, obra del taller de Guillem Seguí i Florit en planxa de ferro de 3 mm i uns 1.000 kg. Fou iniciat el 1976 i acabat el 1981. Està situat a l'interior de la Cambra de Comerç, al carrer de l'Estudi General, 7.

Després del setge de la ciutat i l'assassinat de Abu-Yahya, el darrer valí musulmà de Mayurqa, Abu-Hafs ibn Sayrí, fugí vers les muntanyes, on reuní 16.000 supervivents de la massacre que seguí a la caiguda de Madina Mayurqa i la insurgència mayurquina es fortificà als castells d'Alaró, Pollença, Santueri, així com a la Serra de Tramuntana, on aleshores els mayûrquins nomenaren com a nou cabdill i senyor a Xuaip de Xivert.
Altres sarraïns fugiren cap a les muntanyes d'Artà, i es refugiaren als cingles i les balmes dels seus penyals. El rei, abans d'endinsar-se a les altes muntanyes d'Almallutx, a la Serra de Tramuntana, decidí assaltar les muntanyes d'Artà, on els andalusins de la contrada havien cercat amagatalls en coves i penyals. Segons la crònica del rei, una vegada arribats, els adalils informaren de la localització d'un seguit de coves a la zona de Ferrutx amb uns 2.000 sarraïns armats, que l'exèrcit cristià decidí combatre per pacificar la contrada de Yartan. Després de diversos enfrontaments, al cap de vuit dies aconseguiren la rendició dels andalusins, que foren capturats com a esclaus. El rei va tornar a Catalunya el novembre de 1230.
Una d'aquestes coves refugi artanenques fou la Balma d'en Xoroll, on el 2010 es dugueren a terme intervencions arqueològiques que revelaren un dels escenaris d'aquells enfrontaments. L'excavació mostrà que es tractava d'un refugi provisori i improvisat per acollir unes 30-40 persones, tal vegada provinents de tres unitats domèstiques atesa la trobada de tres claus de ferro de portes de casa, que els andalusins se n'haurien duit amb l'esperança de retornar. Destaca també la descoberta d'una inhumació d'una dona, entre 20 i 25 anys i 1,53 d'estatura, que degué morir durant el setge. Les restes d'animals indiquen que al començament del setge es consumiren ovelles i cabres, però més endavant conills i aucells i, finalment, caragols, rates i rates pinyades. L'alt grau de fragmentació i dispersió de la ceràmica confirma l'acció destructiva del desenllaç de l'enfrontament. Un altre possible refugi a les muntanyes d'Artà és la cova dels Coloms i també la cova Buida, molt a prop de la d'en Xoroll, i situades totes dues a la Coma dels Captius, nom que podria evocar el destí dels andalusins en aquella contesa.
Certament, els cingles de Ferrutx retenen tot un seguit d'indicis que fan pensar que hagi perviscut en certa manera la memòria d'aquells enfrontaments. A més del topònim de la Coma dels Captius, és suggerent la sonoritat aràbiga del nom del Coll d'en Faraig, juntament amb la Coma d'en Faraig i la Clova (‘closa’) d'en Faraig, a tocar de la Cova d'en Xoroll. En aquest mateix indret hom documenta la tradició per la qual en Faraig era un sarraí que fugí de les tropes del Rei en Jaume durant el setge per l'esmentat coll. El nom de Faraig és d'origen àrab, i a Mallorca es documenta també entre els jueus.
El 1231, durant la segona expedició de Jaume el Conqueridor sobre Mallorca, i després de la mort de Abu Hafs ibn Sayrî i els seus sis mil homes el mes de febrer a la Serra de Tramuntana, Xuiap optà per tractar la rendició de la següent manera: per a ell i altres quatre del seu llinatge, hisenda a Mallorca, cavalls, armes, rocí i mules; pels sarraïns que s'acollissin al tracte, dret a poblar les terres que s'havia expropiat el rei (medietas regis); aquells que no volguessin retre's, restarien a la mercè del rei. Prop de 2.000 sarraïns mayûrquins es negaren a retre's en aquestes condicions i es van refugiar al castell de Pollença, que fou assetjat, on morí el cabdill mayurquí Abu-Alí Úmar.
Uns 3.000 supervivents es van refugiar al poblat d'Almallutx, a la Serra de Tramuntana, en condicions molt precàries i van negociar infructuosament amb els cristians de Sóller. A més d'aquest poblat, que albergava una població realment gran, s'ha documentat arqueològicament la presència de musulmans refugiats de la conquesta arreu de la Serra: tant al puig del Corral Fals (Establiments) com als Pinetons (Escorca) i al puig de n'Escuder (Caimari) s'han identificat restes de fortificacions que es poden datar en aquest moment històric concret. El 1232 conclogué la conquesta, amb un incendi datat a Almallutx que afectà bona part de les estructures; encara, però, hi hagué resistents que cercaren refugi en coves a les muntanyes, on foren caçats gradualment per ser venuts com a esclaus, fins a la dècada de 1240, quan es va donar per acabada la resistència.

## Conseqüències
Les conseqüències principals que va provocar la conquesta van suposar un gran canvi per a l'illa, ja que dintre del que cap va afavorir les condicions de vida.
Un gran canvi va ser que el comerç va augmentar perquè hi passava una gran ruta marítima de comerç, la qual cosa va proporcionar gran riquesa als mercaders. Per part dels agricultors, després de la pesta negra, van haver-hi millores en les condicions de vida, ja que es van abaratir els costos de la indústria, com per exemple el tèxtil i hi havia demanda de matèries primeres perquè hi havia bones condicions de vida.
L'islam va ser totalment oprimit perquè no es van deixar l'opció de fer costat al cristianisme. Només hi va haver una excepció i era que si s'havia ajudat en la conquesta, es permetia convertir-se en cristià, ja que la seva religió va ser prohibida i castigada. Qui no van estar d'acord amb aquesta imposició va acabar convertit en esclau o tothom qui no mostrava afecte pel cristianisme no acabava gaire ben parat. Un exemple d'imposició del cristianisme: es va destruir la mesquita i es va construir la catedral del mar, amb la qual cosa es demostrava i s'imposava així el seu poder.
Es va fer un canvi de governant i es va posar al tron Jaume I, el qual organitza el seu sistema polític en regnats que s'organitzaven amb un autogovern cosa que no seria gaire beneficiosa per a Jaume I al llarg del temps. En tenir un altre governant, es van fer canvis burocràtics i judicials.

## La implantació del règim feudal
Els pobladors musulmans acaben fugint a Menorca, l'Àfrica o són esclavitzats, i el 1236 es comença el repoblament amb pagesos i colons de l'Empordà, Comtat de Barcelona i del Rosselló.
Al segle xiii mateix ja es commemora a Mallorca el 31 de desembre la Festa de la Conquesta, al segle xiv anomenada Festa de l'Estendard. Al voltant d'aquesta festa, Jaume el Conqueridor esdevé el principal mite de la història de Mallorca.